# Gabara atomosa
Gabara atomosa là một loài bướm đêm trong họ Erebidae.